# Chaîne Clearwater
Pour les articles homonymes, voir Clearwater.
La chaîne Clearwater – Clearwater Mountains en anglais – est un massif des montagnes Rocheuses, dans l'État américain de l'Idaho. Son point culminant est Stripe Mountain, qui atteint 2 744 mètres d'altitude.
Les montagnes se trouvent entre la rivière Salmon et la chaîne Bitterroot et s'étendent sur une superficie de 22 000 km2.